# Vicious Cycle
Vicious Cycle è il dodicesimo album in studio del gruppo southern rock Lynyrd Skynyrd, uscito nel 2003. 
È stato il primo album della band dopo la morte del bassista Leon Wilkeson, la canzone Mad Hatter è un tributo in memoria di lui. Wilkenson morì durante la registrazione, ma risulta essere accreditato comunque in due canzoni, The Way e Lucky Man. 
È incluso il singolo Red, White & Blue, che ha raggiunto la posizione numero 1 della classifica statunitense.

## Tracce
1. That's How I Like It (Rossington, Van Zant, Thomasson, Medlocke, Blair) – 4:33
2. Pick Em Up (Van Zant, Medlocke, Hambridge) – 4:20
3. Dead Man Walkin' (Rossington, Van Zant, Medlocke, Thomasson, Bowe) – 4:30
4. The Way (Rossington, Van Zant, Medlocke, Thomasson) – 5:32
5. Red White & Blue (Love it or Leave) (Van Zant, Van Zant, Warren, Warren) – 5:31
6. Sweet Mama (Rossington, Van Zant, Medlocke, Thomasson) – 3:59
7. All Funked Up (Rossington, Van Zant, Medlocke, Thomasson, Peterik) – 3:33
8. Hell or Heaven (Rossington, Van Zant, Medlocke, Peterik) – 5:14
9. Mad Hatter (Rossington, Van Zant, Medlocke, Thomasson, Tom Hambridge) – 5:38
10. Rockin' Little Town (Rossington, Van Zant, Medlocke, Thomasson, Hambridge) – 3:36
11. Crawl (Rossinton, Van Zant, Medlocke, Thomasson, Peterik) – 5:09
12. Jake (Rossington, Van Zant, Medlocke, Thomasson, Hambridge) – 3:41
13. Life's Lessons (Rossington, Van Zant, Medlocke, Thomasson, Peterik) – 5:59
14. Lucky Man (Rossington, Van Zant, Medlocke, Thomasson) – 5:35
15. Gimme Back My Bullets (Van Zant, Collins) – 3:41 (Bonus Track Featuring Kid Rock)

## Formazione
- Johnny Van Zant – voce
- Gary Rossington – chitarra
- Billy Powell – tastiera
- Ean Evans – basso
- Michael Cartellone – batteria
- Carol Chase – cori
- Rickey Medlocke – chitarre, voce
- Hughie Thomasson – chitarre, cori
- Dale Krantz Rossington – cori
- Kid Rock – voce in Gimme Back My Bullets
- Leon Wilkeson - basso in The Way e Lucky Man